# Monomorium syriacum
Monomorium syriacum är en myrart som först beskrevs av Tohme 1980.  Monomorium syriacum ingår i släktet Monomorium och familjen myror. Inga underarter finns listade i Catalogue of Life.